# Agallia obsoleta
Agallia obsoleta är en insektsart som beskrevs av Franz Xaver Fieber 1868. Agallia obsoleta ingår i släktet Agallia och familjen dvärgstritar. Inga underarter finns listade i Catalogue of Life.